# 花县第一届农会旧址
花县第一届农会旧址位于中国广东省广州市花都区花东镇九湖村，即九湖村王氏大宗祠。
2002年7月，以花县第一届农会旧址之名列入广州市文物保护单位，类型为近现代重要史迹及代表性建筑，历史年代为1924。2020年7月1日，时值中国共产党成立九十九周年，以九湖村王氏大宗祠为主体设立的花县农民运动陈列馆正式对外开放。
花县农民运动陈列馆展馆共分4个部分、8个展厅。展区宽约25米，总进深度40米，面积约1000平方米。主要展示花县农民运动的萌芽、发展与高潮，以及花县农军参加大革命、武装起义，最后转战海陸豐、踏上新征途的过程。